# Pelargonium luteum
Pelargonium luteum är en näveväxtart som först beskrevs av Gábor Gabriel Andreánszky, och fick sitt nu gällande namn av George Don jr. Pelargonium luteum ingår i släktet pelargoner, och familjen näveväxter. Inga underarter finns listade i Catalogue of Life.